# Kras (Buzet)
 Kras  (olaszul: Carse)  falu Horvátországban, Isztria megyében. Közigazgatásilag Buzethez tartozik.

## Fekvése
Az Isztriai-félsziget északi részének közepén, Pazintól 21 km-re északkeletre, községközpontjától 9 km-re keletre fekszik.

## Története
A Kras egy geológiai elnevezés, magyarul karsztot jelent, mely a repedéses vízvezető kőzetekben (mészkő, dolomit) a víz által kialakított formákat jelöli. Az Isztria északi részén is több karsztvidék (Bujski, Buzetski, Slovenski) létezik. A félszigetnek ezen részén flis réteggel rendelkező tágas paleogén medence alakult ki. Ahol a kőszikla nem kopasz, ott majd mindenütt apró kőtörmelékkel kevert, vastartalmú vörös föld, úgynevezett „terra rossa” fedi vékony rétegben, mely a kőzet repedéseit is kitölti és sok helyen a lemosástól a rajta fekvő mészkőtörmelék és kisebb-nagyobb kövek által van védve. Csak teknők és völgyek fenekén van a vizek által jelentékenyebb rétegben felhalmozva. Az ilyen katlanok, mélyedések és gyakran mérföldekre kiterjedő, a hegység vonulatának főirányát követő teknővölgyek fenekén elterülő jobb talajú területek körül csoportosult a népesség. Itt a  területek nagysága szerint házcsoportok, falvak, városok keletkeztek rajtuk, kertjeikkel, szántóföldjeikkel és rétjeikkel. Kras település is egy ilyen felszíni alakzatban alakult ki. A falunak 1880-ban 91, 1910-ben 98 lakosa volt. 2011-ben 12 lakosa volt.

## Lakosság
| Lakosság változása | Lakosság változása | Lakosság változása | Lakosság változása | Lakosság változása | Lakosság változása | Lakosság változása | Lakosság változása | Lakosság változása | Lakosság változása | Lakosság változása | Lakosság változása | Lakosság változása | Lakosság változása | Lakosság változása | Lakosság változása |
| ------------------ | ------------------ | ------------------ | ------------------ | ------------------ | ------------------ | ------------------ | ------------------ | ------------------ | ------------------ | ------------------ | ------------------ | ------------------ | ------------------ | ------------------ | ------------------ |
| 1857               | 1869               | 1880               | 1890               | 1900               | 1910               | 1921               | 1931               | 1948               | 1953               | 1961               | 1971               | 1981               | 1991               | 2001               | 2011               |
| 0                  | 0                  | 91                 | 67                 | 95                 | 98                 | 0                  | 0                  | 93                 | 93                 | 76                 | 50                 | 30                 | 27                 | 21                 | 12                 |

## Nevezetességei
Szent Kelemen tiszteletére szentelt kis temploma 1898-ban épült.